# Michał Grabowski (powieściopisarz)
Michał Grabowski (pseud. Edward Tarsza; ur. 25 września 1804 we wsi Zołotyjów na Wołyniu, zm. 19 listopada 1863 w Warszawie) – polski powieściopisarz, publicysta i krytyk literacki.

## Życiorys
Pierwsze nauki pobierał w Romanowie u jezuitów. W szkole bazyliańskiej w Humaniu przyjaźnił się z Zaleskim i Goszczyńskim, razem z nimi powołując do życia tak zwaną szkołę ukraińską polskiego romantyzmu. Kształcił się w (Liceum Richelieu w Odessie) i Warszawie, gdzie przyjechał w 1820 i jako wolny słuchacz uczęszczał na uniwersyteckie wykłady z historii i literatury. W latach 1822–1825 był urzędnikiem komisji wyznań religijnych i oświecenia. W 1825 wrócił na Ukrainę, gdzie spędził większość życia.
Był przeciwnikiem powstania listopadowego. Związał się z „Tygodnikiem Petersburskim” i wszedł w skład tzw. koterii petersburskiej (wraz z I. Hołowińskim, J. E. Przecławskim, H. Rzewuskim i L. Sztyrmerem). Optował za identyfikacją narodową z Rosją, pisząc o tym m.in. w prywatnym liście do gen. D. Bibikowa przy okazji starań o wydawanie pisma „Słowianin”. List przedostał się do opinii publicznej i spowodował zachwianie się wizerunku Grabowskiego wśród rodaków oraz spadek jego popularności. W roku 1863 za rządów Wielopolskiego powołany został na dyrektora Komisji Oświecenia i Wyznań.

## Twórczość
Pierwsze artykuły krytyczne ogłaszał od roku 1825. Debiutował tekstem Uwagi nad balladami Stefana Witwickiego, z przyłączeniem uwag ogólnych nad szkołą romantyczną w Polsce (Astrea, 1825), krytycznie odnoszącym się do twórczości Stefana Witwickiego. Obok Mochnackiego był jednym z najwybitniejszych i najbardziej wpływowych krytyków w duchu romantycznym (Myśli o literaturze polskiej, 1828). Po upadku powstania listopadowego coraz bardziej oddalał się od demokratycznych ideałów współtowarzyszy młodości, aby od roku 1841 pod wpływem zwłaszcza przyjaźni z Henrykiem Rzewuskim stać się rzecznikiem poglądów zachowawczych. Zbiorowe wydanie pism krytycznych: Literatura i krytyka (4 tomy, 1837–1840), Korespondencja literacka (2 tomy, 1842–1843), Artykuły literackie, krytyczne i artystyczne (1849), Ukraina dawna i teraźniejsza i Gran Genrich Rzewuski.
Swoje artykuły krytyczne ogłaszał w czasopismach i tygodnikach takich jak: Astrea, Dziennik Warszawski, Tygodnik Petersburski, Rusałka, Pielgrzym i Athenaeum Józefa Ignacego Kraszewskiego.
Z nowszych studiów o Michale Grabowskim najważniejsze są przekłady Tadeusza Grabowskiego, historyka i badacza literatury.

### Powieści
Wśród powieści Grabowskiego najważniejsze były te podejmujące tematykę ukraińską, zwłaszcza Koliszczyzna i stepy (Wilno, 1838), Stannica hulajpolska (5 tomów, 1840–1841, nowe wyd. 1900–1901) oraz Tajkury, Pan starosta Zakrzewski, Pan starosta Kaniowski, Oblężenie Połocka, Złotomierz i Zamieć w stepach. Powieści historyczne Grabowskiego działy się w nieodległej przeszłości (najczęściej w XVIII w.). Autor traktował realia historyczne dość swobodnie, nie unikając anachronizmów. Bardziej niż wydarzenia historyczne interesowały go wątki prywatne i dzieje rodów (np. Stanica hulajpolska jest historią rodziny Mogilańskich).
Powieści Grabińskiego mają charakter romantyczny poprzez opisywanie w nich tajemniczych intryg, postaci targanych namiętnościami, kryjących tajemnice z przeszłości. Akcja dzieje się w charakterystycznej scenerii, jak ruiny, mogiły. W swojej wizji Ukrainy Grabowski odwołuje się zarówno do twórców dawniejszych (Zimorowic), jak i sobie współczesnych (Malczewski, Zaleski, Goszczyński). We wcześniejszej twórczości Ukraina jawi się jako miejsce groźne, obce, ponure (obrazy pokrewne wizji w Marii Malczewskiego czy Zamku kaniowskim Goszczyńskiego). W późnej twórczości, np. opowiadaniu Zamieć w stepach, pojawia się wyobrażenie bardziej idylliczne, bliższe poezji Zaleskiego. Dawne stosunki, oparte na patriarchalnej opiece szlachty polskiej nad ludem, są idealizowane, zaś przyczyną nieszczęść jest odejście od nich. Ta zmiana współgra z ewolucją światopoglądową Grabowskiego.
Na tle polskiego romantyzmu utwory Grabowskiego wyróżniają się wprowadzeniem podejścia socjologicznego. Pisarz śledzi odmienność kultur i religii, zastanawia się nad przyczynami wrogości polsko-ruskiej. Interesuje go też osobowość człowieka ukształtowana przez życie na stepach. Z tego powodu wprowadza do prozy teksty pieśni ludowych oraz rozbudowane opowiadania ludowych narratorów, będące świadectwem odmiennej kultury i mentalności.
Wizja historii u Grabowskiego jest pesymistyczna. Przedstawiane są konflikty polsko-ukraińskie, upadek Polski, zanik jej autorytetu, siły militarnej. Na tym tle pozycja Rosji budzi respekt. Ta postawa współgra z prorosyjską postawą Grabowskiego w życiu politycznym.

### Krytyka
Grabowski uprawiał krytykę zaangażowaną ideologicznie, podobnie jak Edward Dembowski, aczkolwiek opartą na odmiennych założeniach światopoglądowych. Jako krytyk zajmował stanowisko konserwatywne. Uznawał znaczenie arystokracji, szlachty oraz katolicyzmu. Ciągłość tradycji widział jako gwarancję ładu społecznego i estetycznego. Niechętnie odnosił się do wszelkich rewolucji i gwałtownych zmian w strukturze społecznej. W zakresie estetyki przeciwny był skrajnościom poetyki i ideologii romantyzmu. U podstaw jego filozofii stała afirmacja tradycji i przeszłości, nie zaś bunt i negacja.
Dużą wagę przykładał do historycznych i socjologicznych uwarunkowań sztuki. Na literaturę patrzył jako na obraz życia i ludzi w danym okresie. Ideałem estetycznym Grabowskiego była powieść, zwłaszcza historyczna. Jego zdaniem powieść taka powinna zastąpić hołubioną przez romantyzm poezję. Przykładem takich powieści była dla Grabowskiego twórczość Waltera Scotta, w której upatrywał uosobienie pisarskiej bezstronności, harmonię między uogólnieniami i drobiazgami, losami bohaterów jednostkowych i zbiorowych, jak naród.
Jednak nie każdy typ powieści zdobył uznanie Grabowskiego. Krytycznie odnosił się do powieści francuskich (Balzak, Hugo, George Sand). Nazywał je „literaturą szaloną”, dopatrując się w niej degeneracji moralnej, apologii zła. Była dla niego efektem porewolucyjnego rozkładu Francji. Z tego powodu przeciwstawiał się rosnącej popularności Balzaka i Hugo w Polsce.
W początkach działalności w artykule Myśli o literaturze (1828) reprezentował tzw. krytykę filozoficzną, bliską Maurycemu Mochnackiemu. Po opublikowaniu przez Grabowskiego w 1834 rozprawy O poezji narodowej Aleksander Tyszyński uznał go nawet za spadkobiercę metody analitycznej i założeń estetycznych Mochnackiego. Jednak późniejsza działalność krytyczna Grabowskiego ewoluowała w zupełnie innym kierunku.
Najaktywniejsza działalność krytyczna i popularność Grabowskiego przypadła na lata 30. i 40 XIX w. Opublikował wtedy rozprawy Literatura i krytyka (t. I–II, 1837–1849). Wydania książkowe prac krytycznych gruntowały też jego sławę pisarską i autorytet literacki. Prowadził szeroką korespondencję przyczyniającą się do propagowania jego poglądów. W tym czasie był również jednym z najważniejszych autorów „Tygodnika Petersburskiego”. W latach 40. duża część dyskusji dotyczącej powieści łączyła się z afirmacją lub krytyką poglądów Grabowskiego. Jednym z jego polemistów był Józef Ignacy Kraszewski. W latach 50. znaczenie Grabowskiego zmalało. Przyczyniła się do tego m.in. popularność nastrojów rewolucyjnych w okresie Wiosny Ludów.

### Wybrane utwory
Powieści
- Koliszczyzna i stepy (1838)[2]
- Stannica hulajpolska (5 tomów, 1840–1841)
- Tajkury
- Pan starosta Zakrzewski
- Pan starosta Kaniowski[3]
- Oblężenie Połocka
- Złotomierz
- Zamieć w stepach

Prace krytyczne
- Myśli o literaturze polskiej (1828)
- O poezji narodowej (1834)
- Literatura i krytyka (1837–1849)
- Literatura romansu w Polsce (1840)
- O nowszych powieściach w Polsce (1847)
- Korespondencja literacka  (2 tomy, 1842–1843)
- Artykuły literackie, krytyczne i artystyczne (1849)
- Ukraina dawna i teraźniejsza
- Gran Genrich Rzewuski